# 陈继兴
陈继兴（1954年8月—），男，汉族，广东增城人，中华人民共和国政治人物，曾任中共江门市委书记、江门市人大常委会主任，广东省人大常委会副主任、党组成员。

## 生平
曾任广东省财政厅厅长。2002年10月至2011年10月任中共江门市委书记。2012年1月至2018年1月任广东省人大常委会副主任、党组成员。
2023年7月9日，中央纪委国家监委宣布对陈继兴纪律审查和监察调查。
2024年1月6日，中央纪委国家监委给予陈继兴开除党籍处分，取消退休待遇，收缴违纪违法所得，其涉嫌受贿犯罪问题移送检察机关审查起诉。5月，陈继兴涉嫌受贿、利用影响力受贿一案，由国家监察委员会调查终结，经最高人民检察院指定，由广西壮族自治区桂林市人民检察院审查起诉，桂林市人民检察院已向桂林市中级人民法院提起公诉。
2024年11月12日，桂林市中級人民法院宣判陳繼興非法收受他人財物折合人民幣2.78億餘元，因此以受賄罪判處死刑，緩期兩年執行，剝奪政治權利終身，並沒收全部個人財產；以利用影响力受贿罪判处有期徒刑二年，并处罚金人民币二十万元；决定执行死刑，缓期二年执行，剥夺政治权利终身，并处没收个人全部财产；对陈继兴犯罪所得财物及孳息依法予以追缴，上缴国库，不足部分，继续追缴。